# Нозуђо (Верчели)
Нозуђо је насеље у Италији у округу Верчели, региону Пијемонт.
Према процени из 2011. у насељу је живело 37 становника. Насеље се налази на надморској висини од 658 м.